# Káposztás István
Káposztás István (Csongrád, 1932.) magyar levéltáros.

## Életpályája
1957-ben diplomázott az ELTE Bölcsészettudományi Karán történelem szakán. 1958–1992 között a Magyar Országos Levéltár munkatársa. 1970-ig a Népi Demokratikus Osztályon tevékenykedett. 1970-től az Új Magyar Központi Levéltár főlevéltárosa, 1976-tól osztályvezetője volt. 1974-ben doktorált. 1978–1979 között az Új Magyar Központi Levéltár főigazgatója, 1979–1992 között főmunkatársa volt. 1992-ben nyugdíjba vonult.
Fő kutatási területe a második világháború utáni mezőgazdaság története. A Történelmi Társulat, a Mezőgazdaság-történeti Szakbizottság tagja volt.

## Művei
- Iratok a magyar mezőgazdaság 1945 évi helyzetéről (Agrártörténeti Szemle, 1965)
- Adalékok állattenyésztésünk 1945–1948. évi helyzetéhez (Agrártörténeti Szemle, 1970)
- A Szegedi Kenderfonó Gyár története 1944–1945 (Budapest, 1976)
- Dokumentumok a magyar mezőgazdaság történetéhez (Budapest, 1976)
- A Budapesti Mezőgazdasági Gépgyár története (Budapest, 1985)